# Garrulaxe à gorge rousse
Ianthocincla rufogularis
Espèce
Statut de conservation UICN

 LC  : Préoccupation mineure
Le Garrulaxe à gorge rousse (Ianthocincla rufogularis) est une espèce de passereaux de la famille des Leiothrichidae.

## Répartition
Il vit au Bangladesh, au Bhoutan, en Inde, en Birmanie, au Viêt Nam, au Pakistan, en Thaïlande et au Tibet.

## Sous-espèces
D'après la classification de référence (version 5.2, 2015) du Congrès ornithologique international, cette espèce est constituée des six sous-espèces suivantes (ordre phylogénique) :
- I.rufogularis occidentalis (Hartert, 1909) vivant dans l'ouest de l'Himalaya ;
- I.rugularis rufogularis (Gould, 1835) vivant depuis le nord du Népal jusqu'au nord-est de l'Inde ;
- I. rufogularis assamensis (Ernst Hartert, 1909) vivant dans le nord-est de l'Inde, l'est du Bangladesh et l'ouest de Birmanie ;
- I. rufogularis rufitinctus (Walter Norman Koelz, 1952) vivant en Assam (nord-ouest de l'Inde) ;
- I. rufogularis rufiberbis (Koelz, 1954) vivant au nord-est de l'Inde (Arunachal Pradesh), au nord de la Birmanie et au sud de la Chine ;
- I. rufogularis intensior Jean Théodore Delacour, 1930 vivant dans le nord-ouest du Vietnam.